# Creedence Country
Creedence Country è il quattordicesimo album, nonché quinta raccolta ufficiale, dei Creedence Clearwater Revival, pubblicato nell'ottobre 1981 dalla Fantasy Records.

## Tracce
1. Looking For A Reason
2. Don't Look Now (It Ain't You Or Me)
3. Lodi
4. My Baby Left Me
5. Hello Mary Lou
6. Ramble Tamble
7. Cotton Fields
8. Before You Accuse Me
9. Wrote A Song For Everyone
10. Ooby Dooby
11. Cross-Tie Walker
12. Looking Out My Back Door

## Formazione
- John Fogerty - chitarra, voce
- Tom Fogerty - chitarra
- Doug Clifford - batteria
- Stu Cook - basso